# Lai Yawen
Lai Yawen (em chinês:  賴 亞文; 9 de setembro de 1970) é uma ex-jogadora de voleibol da China que competiu nos Jogos Olímpicos de 1992 e 1996.
Em 1992, ela participou de quatro jogos e finalizou na sétima colocação com o conjunto chinês no campeonato olímpico. Quatro anos depois, ela fez parte da equipe chinesa que conquistou a medalha de prata no torneio olímpico de 1996, no qual atuou em oito partidas.